# 広島市立亀山小学校
広島市立亀山小学校（ひろしましりつかめやましょうがっこう）は、広島県広島市安佐北区にある公立小学校。付近には金亀山がある。

## 学区
可部町大字綾ケ谷（ただし、可部学区分を除く。）、可部町大字大毛寺（ただし、亀山南学区分を除く。）、可部町大字勝木（ただし、可部学区分を除く。）、可部六丁目（33番1号、33番38号～45‐6号、33番46号～37番7号、37番14号～37番31号、38番8号～43番、44番（ただし、9号～14号を除く。）、56番）、亀山二丁目（ただし、亀山南学区分を除く。）、亀山三丁目～亀山九丁目、亀山西一丁目、亀山西二丁目